# 前奏曲Op.28, No. 20 (蕭邦)

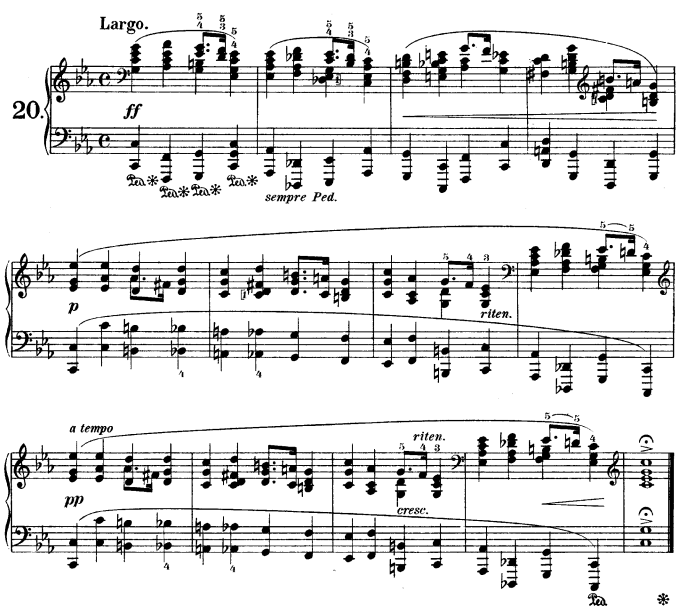
前奏曲Op. 28, No. 20（此版本第三小節的E音有降號）

前奏曲Op. 28, No. 20為蕭邦24首前奏曲中的樂曲，為C小調，廣板（Largo），4/4拍。最初樂曲只有首兩部分，共九小節，後來蕭邦加上第二部分的重複，因此樂曲共十三小節，但篇幅上仍是其最短的前奏曲。
除高音部的過渡音外，全曲以緩慢廣闊的和弦奏出聖詠般的四小節樂段：第一段以極強彈奏，第二段為弱，其重複段為極弱，最後以一加強音和弦作結。
阿爾弗雷德·科爾托將其稱為“葬禮”（Funérailles），汉斯·冯·彪罗將其稱為“葬禮進行曲”（Funeral march）。但現今最廣為人知的別稱為"和弦前奏曲"，因為緩慢的四分音和弦為此曲特色。

## 版本差異
在多個樂譜版本中，第三小節第四拍右手部手的E音沒有降號，而由於同小節的前一個E音標有還原號，因此需彈作E音。而不少演奏此處均彈作降E（但阿圖爾·鲁賓斯坦於RCA的單聲道錄音是少數例外）。
而據牛津版本的編者指，樂譜的初版及手稿均沒有降號，但在蕭邦的一名學生的樂譜上則有降號，相信是蕭邦本人加上的。

## 相關樂曲
- 拉赫玛尼诺夫 - 蕭邦主題變奏曲（略去第二部分的重複，共22變奏），鋼琴獨奏
- 布索尼 - 蕭邦主題變奏曲及賦格（第一版本）、蕭邦主題的10首變奏曲（第二版本）、蕭邦主題的9首變奏曲（第三版本），鋼琴獨奏
- 塔雷加 - 改編作吉他獨奏（升C小調）
- 謝德林 - 向蕭邦致敬，四部鋼琴合奏，其開首基於此曲創作
- 康懋達64版的魔界村系列遊戲音樂基於此曲創作

## 外部連結
- 前奏曲, Op. 28：国际乐谱典藏计划上的乐谱
- 来自乌托邦计划（英语：Mutopia Project）的多种格式乐谱 （页面存档备份，存于）
- 前奏曲Op. 28, No. 20 （页面存档备份，存于） 由阿图尔·鲁宾斯坦演奏